# Canna (Écosse)
Pour les articles homonymes, voir Canna.
Canna (en gaélique écossais : Eilean Channaidh) est une île du Royaume-Uni faisant partie du groupe des îles Small qui appartiennent à l'archipel des Hébrides intérieures en Écosse. Canna est située dans la mer des Hébrides et fait partie du Council area des Highland.

## Histoire
Canna recèle des ruines de fortifications à Dùn Channa à l'extrême ouest et les ruines du château d'An Coroghon à l'Est. 
L'île devint rapidement un site chrétien comme en témoigne une croix brisée à A’Chill près d'une église dédiée à Saint Colomba. 
L'île fut le domaine du clan Macdonald de Clanranald jusqu'à sa vente en 1820 à Hector Munro qui a fait déménager une grande partie de la population. 
Après le passage dans les mains de nombreux propriétaires, l'île fut achetée en 1981 par le National Trust for Scotland qui recense et préserve le patrimoine écossais.

## Géographie
Canna fait partie du groupe d'îles écossaises appelé îles Small avec Sanday, Eigg, Rùm et Muck.
Le seul village de l'île est A’Chill situé sur la côte sud, face à l'île de Sanday à laquelle Canna est reliée par une passerelle depuis 1905 et liée grâce à des bancs de sable submersibles à marée basse.
Canna est connue pour être le « jardin des Hébrides ». Son nom signifierait « marsouin », « baleine » ou « lapin ».
Le point culminant est le Carn a’ Ghaill (terme écossais pour « colline rocheuse de la tempête »).
À l'Est de l'île, une colline d'origine volcanique, Compass Hill (« Colline de la Boussole »), est si concentrée en fer que les boussoles des bateaux passant à proximité sont perturbées. L'île est également connue pour ses colonies de puffins et de puffins des Anglais.
Un port naturel est formé par le canal entre Canna et Sanday. Des liaisons maritimes existent entre les quatre îles des îles Small et Mallaig en Écosse.
Le rocher de Hyskeir se trouve à dix kilomètres au Sud-Ouest de Canna.
En septembre 2005, la population de rats bruns de l'île dépasse les 10 000 individus, ce qui occasionne des nuisances sur la population locale et sur les nichées des oiseaux, notamment le rare puffin des Anglais dont la population diminue. Entre 2006 et 2008, 10 000 rats sont éliminés dans le cadre d'un programme de 700 000 € financé par le National Trust for Scotland. Il en résulte une prolifération de lapins dont la population était jusqu'à présent régulée par les rats. Une campagne d'éradication est conduite en 2011, ramenant les effectifs à 2 000 lapins. Mais deux ans après, en 2013, cette population est remontée à 16 000 individus et une nouvelle campagne d'abattage est planifiée. Il n'est cependant pas envisagé d'éradiquer les lapins de Canna car ils servent de proie aux aigles qui nichent sur l'île.

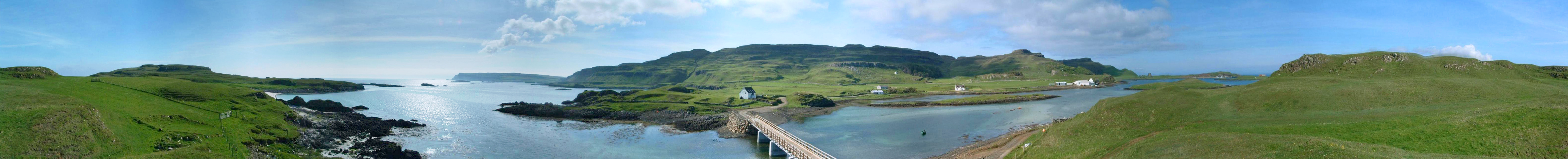
Vue de la partie orientale de Canna depuis Sanday.